# Хэмилтон, Кэрри
Кэ́рри Луи́з Хэ́милтон (англ. Carrie Louise Hamilton; 5 декабря 1963, Нью-Йорк, США — 20 января 2002, Лос-Анджелес, Калифорния, США) — американская актриса, драматург и певица.

## Личная жизнь

### Семья
- Отец — Джозеф Генри Хэмилтон[англ.] (род. 06.01.1929 — ум. 09.06.1991 от рака в 62-летнем возрасте), продюсер.
- Мать — Кэрол Крейтон Бёрнетт (род. 26.04.1933), актриса-комедиантка.
- (Были женаты с 4 мая 1963 года по 11 мая 1984 года).
- Младшие сёстры — Джоди Энн Хэмилтон (род. 18.01.1967), сценарист, монтажёр и продюсер. Эрин Кейт Хэмилтон[англ.] (род.14.08.1968), певица.
- Племянники (дети Эрин) — Захари Карлсон (род. 1997) и Дилан Джозеф Хэмилтон Уэст (род. в сентябре 2006).
- Отчим — Брайан Миллер (род.1956), ударник. Женат на матери Кэрри с 24 ноября 2001 года.
- Мачеха — Ли Троггио. Была замужем за отцом Кэрри в его последние месяцы жизни в 1991 году.
- 8 старших сводных братьев и сестёр (дети её отца Джо от 1-го брака с Глорией Хартли): Джозеф (ум. в 1994), Джеффри (ум. в 1997), Джон, Дэна, Кэтлин, Нэнси, Джудит, Дженнифер.
- Крёстная мать — Дама Джулия Элизабет Тейлор (род. 01.10.1935), актриса.

### Отношения
В 1994—1998 года Кэрри была замужем за Марком Темплин.

### Смерть
38-летняя Кэрри умерла от рака лёгкого и опухоли головного мозга 20 января 2002 года. Похоронена на Вествудском кладбище в Лос-Анджелесе.